# سعیدلو (ارومیه)
سعیدلو، روستایی است از توابع بخش مرکزی شهرستان ارومیه و در شهرستان ارومیه استان آذربایجان غربی ایران.

## جمعیت
این روستا در دهستان نازلوی جنوبی قرار داشته و بر اساس سرشماری سال ۱۳۹۳ جمعیت آن برابر با ۷۸۹ نفر (۱۱۰ خانوار) بوده‌است. بزرگ ترین خانواده این روستا از ایل افشار اسماعیل زاده تشکیل می دهند 